# 吉本新喜劇

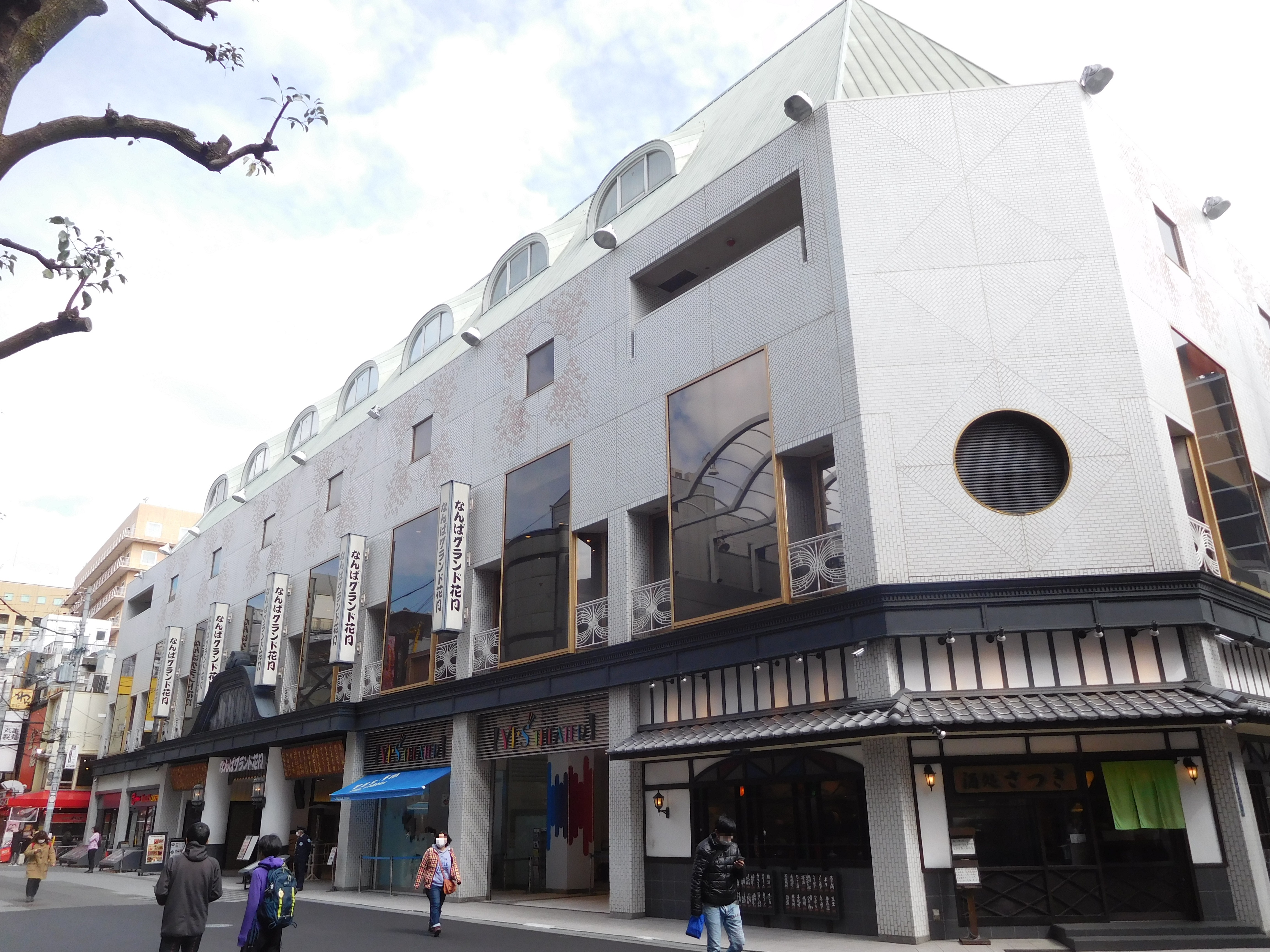
吉本新喜劇が連日行われているなんばグランド花月（大阪府大阪市中央区）

吉本新喜劇（よしもとしんきげき）は、日本の芸能事務所「吉本興業」に所属するお笑い芸人によって舞台上で演じられる喜劇、およびその喜劇群を演じる劇団である。

## 概要
なんばグランド花月劇場（NGK）で本公演が行なわれ、『よしもと新喜劇』（毎日放送（MBSテレビ）制作）としてテレビ放映される。また、地方公演として座員を絞った形での巡業によって公演される（よしもと神戸花月など）
2023年7月、祇園花月presents吉本新喜劇が全国放送された( BSよしもと 制作)
　 池乃めだかをはじめとする数人の新喜劇座員と、他の吉本興業所属お笑い芸人らが共演する新喜劇風の舞台喜劇の番組（『日曜笑劇場』 → 2012年4月 - 2013年3月放送、『熱血!人情派コメディ しゃかりき駐在さん』）も伝統的に朝日放送テレビ（ABCテレビ）で放送されていたが、こちらではMBSテレビで放送される『よしもと新喜劇』と違って、毎回の舞台設定やレギュラー出演者の役柄設定などは固定されていた。以前は読売テレビでも、『吉本コメディ』の名で放送されており、こちらも同様の構成であった。
関西ではNGKのほか、よしもと祇園花月でも座員による新喜劇が上演されており、東京ではルミネtheよしもとを本拠地とする芸人たちと「やめよッカナ?キャンペーン」時代の若手で主役級だった今田耕司・東野幸治たちを座長とした、新喜劇所属ではない集団による演劇もチーム（班編成）で連日上演されている（東京での上演経緯と現況については後述）。
新作は毎週火曜日に上演されている。仮の台本が作られるのは上演開始日の2週間ないし10日前、その台本で舞台が作れるか作業スタッフが判断したりする過程を経て正式なものになり、出演者が受け取るのは同3日前で、上演初日の前日の2回目興行終了後から最長で午前1時ごろまで立ち稽古を続けていることがある。その様子はなんばグランド花月公式サイトにおいて、「のぞき穴」（劇場内にあるライブカメラを使用）のコーナーでうかがえていたが、2007年12月に公式ホームページがリニューアルされてからは取り止められた。
なお、日々セリフやストーリーの小さな修正が行われるため、結果として上演初日と最終日（楽日）とでは大きく内容が異なることがある。また、金曜日がカメラリハーサルで、一度芝居をカメラで試し撮りをし、翌日の土曜日の原則として2回目の公演時にテレビ放送向けの収録をしている。
毎年正月公演時には若手出演者の誰かが酔っぱらって舞台に立つのが恒例となっていたが、公演に差し障りが出るために2007年からは吉本興業の指示により、楽屋での飲酒は禁止された。

## 成り立ち・歴史

### 創立
1959年3月1日、うめだ花月劇場開場と同時に「吉本ヴァラエティ」として発足。第一号の演目は花登筐脚本の『アチャコの迷月赤城山』（サブタイトルに『忠治以外傳』とある）。出演者は花菱アチャコ、佐々十郎、大村崑、芦屋小雁、中山千夏ほか。同日開局したMBSテレビとのタイアップとして生まれ、創設者の八田竹男（後の吉本興業社長）をして「テレビ時代をにらんだ新たな演芸のビジネスモデル」として、うめだ花月とMBSテレビの看板となるべく、まさに社運をかけて育成された。
初期には花菱アチャコや東五九童、雷門五郎、笑福亭松之助、大村崑ら既存のスターに頼っていたが、やがて他劇団などからの引き抜きや自前のスター発掘を行うようになり、守住清、平参平、白羽大介、秋山たか志、白木みのる、花紀京、ルーキー新一、森信、財津一郎、岡八朗、原哲男、桑原和男らが台頭するようになった。
座付き作家が演出を兼ねることが多く、黎明期から当時20代の青年ながら抜擢された竹本浩三、檀上茂らが本公演の台本と演出を手掛けた。また、民放各局で放映されていた『爆笑寄席』(KTV)や『あっちこっち丁稚』、『花の駐在さん』（ともにABC）などでも、ほとんどの台本と演出を「吉本新喜劇やめよッカナ?キャンペーン」（後述）が始まるまで手掛けた。
1964年6月ごろから、吉本ヴァラエティを改め「吉本新喜劇」と正式呼称するようになったが、すでに1959年の吉本ヴァラエティ第1回公演には「吉本新喜劇」とうたわれている。また、吉本ヴァラエティから吉本新喜劇への移行の過程で一時「吉本コミカルス」や「吉本ボードビル」と名乗っていた時期もあったが、当時は芸人が舞台に出るとすぐにコケて笑いを取ろうとすることが多く、関西お笑い界ではそれをもじって「吉本コケカルス」との別称もあった。
なお、上演開始からちょうど50年経過に当たる2009年3月1日から3月9日まで、この誕生経緯をなぞった50周年記念興行（通常の45分公演を70分に拡大したもの）が行われた。

### 3チーム制時代の新喜劇
かつては大阪と京都に3つの吉本直営の演芸劇場（大阪に「なんば花月」と「うめだ花月」、京都に「京都花月」）があり、劇座員を3つの組に振り分ける3チーム体制となっていて、それぞれ10日単位（月上旬を上席、中旬を中席、下旬を下席と呼んでいた）で各チームが各劇場に出演し、ひと月で全劇場を回るローテーション制（京都→うめだ→なんばの順で移動する）を繰り返していた。2019年現在も活躍中のベテラン座員はほとんどがこの3ヶ所のいずれかで初舞台を踏んでいる。
うめだ花月での公演は毎日放送で『花月爆笑劇場』として土曜日の12時から、なんば花月での公演は朝日放送で『お笑い花月劇場』として土曜日の13時から、いずれもテレビ中継されていた。
ちなみに、京都花月とうめだ花月は同じ芝居がかかり、なんば花月は両劇場にはかからない新作が上演されていた。これは、上記にあるように毎日放送（うめだ花月からの中継）と朝日放送（なんば花月からの中継）がそれぞれ新喜劇を放送していたため、区別するためであると考えられる。

### 松竹新喜劇との棲み分け
大阪における笑演芸の劇団として、かつては日本を代表する喜劇役者の一人といわれた藤山寛美が率いた松竹新喜劇がある。同じ「新喜劇」を名乗るが、その生い立ちや内容、構成、演出法など両者は大いに異なる。
吉本新喜劇は花月で上演される漫才や落語、諸芸の間に組み入れられ、コントの延長的な軽演劇である。テレビ中継されることもあり「芝居の途中から入場しても笑える」というコンセプトを持っていた。対して松竹新喜劇は泣きと笑いを交えた本格的な狂言・芝居であり、他の芸と組んで興行を打つことはない。しばしば松竹新喜劇は松竹芸能の演芸の常打ち小屋（劇場）であった、角座や浪花座で他の演芸と同時に上演されたように誤解されるが、そのようなことはなく、角座と同じ道頓堀・櫓町にあった中座に本拠に置いていた。松竹系で吉本新喜劇に相当する一座は松竹爆笑劇などがあたる。
松竹新喜劇は歌舞伎役者の出である曾我廼家五郎と曾我廼家十郎が結成した日本初の本格喜劇「曾我廼家兄弟劇」をその源流とする。五郎と十郎は大阪に古くから伝わる伝統芸能・仁輪加（にわか）を改良して本格演劇に仕立てた。仁輪加は本来即興で演じる歌舞伎などのパロディーなどであり、東京で言う「アチャラカ」（＝軽演劇。ただしこちらはオペラのパロディー）と同義であるが、このような経緯を持つため松竹新喜劇は舞台中心の本格演劇に位置付けられている。内容も人間の業を描いたものや人情ものなどが多く、ギャグは入るが本筋の通ったものである。
一方の吉本新喜劇は常々「漫才芝居」と形容されるように、ドタバタ中心のナンセンス軽演劇であり、一種のスラップスティック・コメディである。ストーリーよりもギャグ、演技よりもキャラクター性を重視する。これはもともと吉本新喜劇がテレビ番組向けに製作されたものであり、テレビ中継で名を売り花月劇場に観客を呼び込む「客寄せ」の役割を担ってきたことによるものである。両者は比較されることを嫌い、吉本側も「ウチらと向こう（松竹新喜劇）は、たとえ同じスポーツであるにしても種目が違う」と言い切っている。
大雑把に言えば吉本は師弟制から競争制になり、芝居内容も現代に合ったドタバタな享楽を追求したのに対し、松竹は最後まで藤山寛美を中心とする師弟制で、上方の伝統的な人情ものの色彩が強かった、といったところである。また、師弟関係にしても、曾我廼家五郎八門下の井上竜夫を移籍させたはいいが、吉本で育ってしまった。
ビートたけしが「藤山さんはボンクラにも最低5万円渡してやるんだって。そうしねえと若手が生活に困って芝居に専念できねえからって。本当かね」と発言した（かつて出演していたラジオ番組オールナイトニッポンで、高田文夫と松竹の話題に触れたトークでのこと）。これは雑誌『笑芸人』やたけしの著書に書かれていたことである。この話が本当とするならば、松竹新喜劇と比べると吉本新喜劇の座員たちの生活は恵まれているとは言えず、若手の月給は8万円程度と言われている。また、アルバイト先はベテラン座員（島田一の介など）が経営するスナックも多く、若手座員が働く姿も時折見られるという。
なお、なんばグランド花月（NGK）がオープンした時、松竹新喜劇の顔であった藤山寛美は団員を引率して林正之助を表敬訪問している。この時、道頓堀・櫓町の中座から、千日前のNGKまで派手に行進して注目を浴びた。
2007年には『コヤブ新喜劇 〜座長になって1年たちましたスペシャル〜』に、藤山寛美の娘で松竹新喜劇にも出演する藤山直美がシークレットゲストとして出演した。これは小籔千豊も「歴史的瞬間」と呼ぶほどで、かつての関係を知る人々を大いに驚かせた。2009年には辻本茂雄座長の芝居『茂造〜閉ざされた過去』に3代目渋谷天外が出演を果たしている。
吉本新喜劇から松竹新喜劇に移籍した例としては高石太がいる。吉本新喜劇の座長でも松竹新喜劇中興の祖、藤山寛美を意識している者が多く、間寛平は芸名を寛美から一字貰った。また内場勝則と吉田ヒロは劇中でアホボンと称するキャラを演ずることがあるが、この名称は元々寛美が松竹新喜劇で演じていたキャラにちなんだものであるとされる。

### 新喜劇人気の下火と復活
1980年頃に始まる漫才ブームは吉本興業のタレントの全国区進出を成功させ、吉本興業は業容を拡大。トップスターの全国進出（すなわち東京進出）が相次いだ。一方で、吉本新喜劇は、おおむね旧態依然とした演出を続け、中高年層の支持は維持されていたものの、漫才ブームや心斎橋筋2丁目劇場といった笑いの新しい波の洗礼を受けた若者層には飽きられていった。また1982年から木村進、間寛平、室谷信雄の3座長体制となっていたが、室谷が1984年末に喉頭癌が発覚し退団。木村が1987年に「三代目博多淡海」を襲名するも、翌年10月に脳内出血で倒れ障害が残り吉本を退社。そして1989年春には間寛平も東京進出への強い希望から、6月の公演を最後に新喜劇を退団する事態となり、客足はさらに遠くなっていた。
同時に各劇場の老朽化が進んだことで、京都花月閉館（1987年）となんば花月閉館（1988年）により本拠地はうめだ花月のみになり、伝統の3チーム制も崩壊する事態となった。

#### 新喜劇やめよッカナ?キャンペーン
そのような中、1989年4月、木村政雄が吉本興業本社制作部次長に就任。新喜劇を改革・再生させるには世代交代と全国区に売り出すことが必要であるとの方針の下、再生プロジェクトとして、期限までに観客動員数が目標値に達しなければ吉本新喜劇自体を解散というセンセーショナルな「吉本新喜劇やめよッカナ?キャンペーン」を開始。この時に設定された目標観客動員数は1989年10月から1990年3月までの半年間で延べ18万人、1日平均に換算すると約1000人であり、当時のうめだ花月の座席定員から換算して70％近い平均稼働率（1日2回公演の場合）を上げなければ目標値に達しないという、非常に高いハードルであった。
キャンペーン開始前に木村は座員全員にいったん解散を宣告した。高齢化していた座員の若返りを目指すため、新たに新喜劇のプロデューサーに就任した大﨑洋と共に座員一人一人と面談を行い、「これからは若手を中心にキャスティングします。もしかしたら、通行人Aとかをやってもらうかもしれません。それでもやっていただけますか?」とベテラン・中堅座員にヒアリングを行い、今後の手法に意が沿わない座員は外れてもらうという再入団システムを導入した。ヒアリングの結果、かつて新喜劇の顔であった花紀京、岡八郎が「勇退」という形で事実上の退団となり、その他中堅・ベテラン座員の多くも戦力外通告され退団。船場太郎、原哲男、泉ひろしら一時的に残留したベテランも脇に回るなど、世代交代に向けて準備を進めた。
ベテラン・中堅座員の退団に合わせ新たに入団したのは、大﨑がプロデューサーを務めていた心斎橋筋2丁目劇場に出演していた若手芸人であった。当時2丁目劇場では一大ムーブメントを起こしていた公開生放送番組『4時ですよーだ』が終了。同時にダウンタウンが東京に進出し、頭打ち状態にあった。そこで今田耕司、東野幸治、130Rを中心とした2丁目メンバーを新喜劇に入団させて彼らをメインキャストに抜擢し、舞台の若返りを図った。この2丁目からの入団メンバーには後に座長に就任する石田靖、辻本茂雄、吉田ヒロもいた。この大改革はマスコミが大きく取り上げ、ニュース番組やバラエティ番組でも話題となった。キャンペーンのイラストには「笑い死に」をテーマに蛭子能収が起用された。
キャンペーン開始時の10月は1ヶ月で7本の作品を上演した。開始当初は新喜劇定番のギャグを減らした内容で、芸名をそのまま役名にしないなど実験的な要素が多く取り組まれた。しかしこれらの改革は劇場やテレビでもウケが悪く動員は苦戦する。しかしこの頃発売した過去30年の舞台写真や歴代座員の名鑑を収録した書籍「吉本新喜劇名場面集1959‐1989」や、みうらじゅんがプロデュースした過去の映像を収録したビデオ『保存版 吉本新喜劇 ギャグ100連発』が前述のマスコミが大きく取り上げた影響もあり好評な売り上げを見せていたため、キャンペーン途中から芸名＝役名という従来の方式に戻され、また定番ギャグも増やした新喜劇本来の路線に変更。観客動員が増え、キャンペーン期間終了を目前に控えた1990年3月中旬、ついに観客動員数は目標数の「1989年10月から数えて延べ18万人」に達し、新喜劇は存続を果たすこととなった。
観客動員達成直後の1990年3月31日、うめだ花月は老朽化で閉館。翌4月1日からはなんばグランド花月での毎日公演が始まった。
ちなみに、この「新喜劇やめよッカナ?キャンペーン」の頃から1997年6月末頃までのなんばグランド花月での新喜劇の演出を担当したのは、ほぼすべてが女性演出家の湊裕美子である。彼女は、その後、1997年秋〜1998年秋にかけて放送された東京発のゴールデンタイムの全国ネットの新喜劇の番組である『超!よしもと新喜劇』と『超コメディ60!』でも演出を担当した。
また、1991年にはサントリー「ポケメシ」のCMに出演してチャーリー浜が披露した持ちギャグ「…じゃあ～りませんか」が、全国区のブームとなり、その年の新語・流行語大賞を受賞。吉本新喜劇の知名度を全国に大きく高めることとなり、同時に行われていた吉本興業の東京再進出に大きく貢献することとなった。

#### ニューリーダー時代以後
1991年秋、ダウンタウンの全国区新番組開始に伴い、今田耕司、東野幸治、130R、木村祐一、吉田ヒロが東京進出となり新喜劇を卒業（ヒロのみ1年後に復帰）。ここから数年間は桑原和男、池乃めだか、石田靖を座長格とした公演を行う。そして1995年、新たに内場勝則、辻本茂雄、石田靖の3人が実質的座長である「ニューリーダー」に就任。1999年には吉田ヒロを加えた4人が正式な「座長」に就任した。
2006年から2007年にかけて、石田とヒロと交代する形で小籔千豊、川畑泰史が、2014年からすっちー、「金の卵オーディション2007」で入団した酒井藍が2017年から座長となり、この体制で2019年まで推移した。オーディションによる若手に加え再入団を含む中堅・ベテランの加入で全盛期を上回る大所帯となっているが、近年は「やめよっカナ?」以降も残留したベテラン勢の鬼籍入りが相次いでいる。
2019年2月には内場・辻本の座長退任と、過去にはすっちーの座長就任までの2年間にわたって実施されていたリーダー制度の再開とポジションの正式な新設が発表された。（詳細は座長及び副座長格（リーダー）の項を参照のこと）
2022年からは、吉本興業が創業110周年となるのをきっかけに新喜劇を再度改革するため、間寛平をゼネラルマネージャー（総責任者，略称はGM）に据えることが予告され、同年2月9日には東京ポートシティ竹芝ポートホールでGM就任記者会見が開かれた。その後、同年8月には小籔が、2023年3月20日のNGK通常公演をもって川畑が座長を退任。翌3月21日、新たに吉田裕とアキが座長に就任することが発表された。

#### 各劇場（関西）の現況
存続決定後、キャンペーンの一環として心斎橋筋2丁目劇場出身の若手を中心に上演されていた「ニュー吉本新喜劇」は、1989年11月、うめだ花月からなんばグランド花月に拠点を移し、現在に至っている。基本的に舞台は大阪という設定だが、観光客誘致のために新喜劇放送地域の地方（鳥取県、熊本県など）を舞台にすることもある。後述の場合は、舞台となる地域の首長、または地域出身のタレントがゲスト出演してPRを行うシーンが入る。

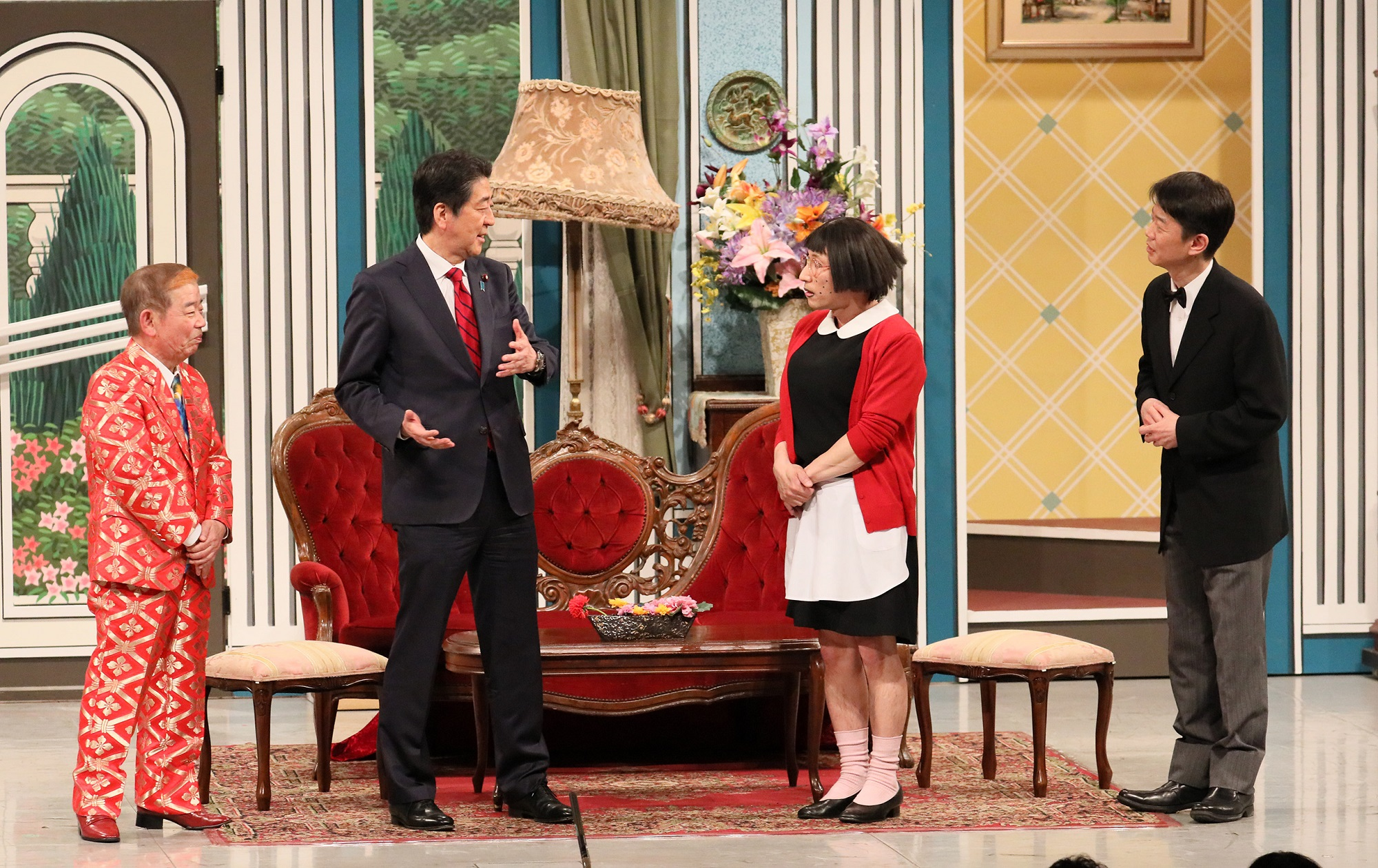
新喜劇に出演した安倍晋三

なんばグランド花月での新喜劇公演では、映画等の告知を兼ねて吉本以外の芸能事務所に所属する芸能人や有名人が出演することもあり、1996年には、来日していたジャッキー・チェンが、なんばグランド花月で公演された新喜劇に「国際警察の刑事」役で飛び入り出演した。2019年4月には当時の内閣総理大臣の安倍晋三が6月に大阪で行われるG20の告知のためサプライズ出演。（この時の公演は、MBSテレビの『よしもと新喜劇』でも放送された）。他にもアグネス・チャンや香取慎吾、また、バラエティ番組とのタッグで草彅剛・ユースケ・サンタマリア（テレビ朝日『ぷっすま』にて）、ダウンタウン・さまぁ〜ず・雨上がり決死隊・キャイ〜ン（TBS『リンカーン』にて）、笑福亭鶴瓶・ももいろクローバーZ（関西テレビ『桃色つるべ〜お次の方どうぞ〜』にて）、ナインティナインと中居正広（フジテレビ『めちゃ×2イケてるッ!』にて）、キャラクターではハローキティやドラえもん、野比のび太が宣伝も兼ねて出演を果たしており、この場合全国版のスポーツ新聞や芸能ニュースでも報じられる。
特殊な例では、2006年と2007年の3月に、吉本と芸能提携を結んでいるプロ野球チームのオリックス・バファローズ所属の選手（清原和博、中村紀洋など）が出演した『新喜劇にバファローズがやってきた!』の公演、毎年9月、現役ラグビー選手らがゲスト出演する『ラグビー新喜劇』の公演、毎年12月第2週に上演される年末ジャンボ宝くじタイアップ作品では、幸運の女神（宝くじ普及活動を行う女性アシスタント）がゲスト出演する。
なんばグランド花月
新喜劇とベテラン芸人（漫才や落語、外国からのゲスト出演で手品など）が中心で、以下の公演構成となっている。
- 平日：11時から2回公演
- 土・日・祝日：9時45分から3回（翌日が日祝日の場合は4回）公演

祇園花月
NGKとほぼ同様のプログラムで漫才コンビ4〜5組、週替わりで新喜劇が上演されている。また、芝居終了後に出演者が揃ってのエンドトークが行われており、小中学校の夏休み・冬休み期間中には出演者サイン色紙のプレゼントを兼ねたじゃんけん大会が行われる。
- 平日：12時30分から開演
- 金曜：平日の公演に加えて、不定期で19時から新喜劇のみの「よるよる新喜劇」
- 土・日・祝日：平日公演に加え、10時30分から新喜劇のみの「あさあさ新喜劇」，15時30分からの公演

このほか、2014年末に開場したよしもと漫才劇場では若手メンバー中心に「吉本極新喜劇」と題して不定期で上演を行っている。

### 東京での定期上演と現況
「やめよッカナ?キャンペーン」によって全国的に知名度を高めた新喜劇は、1991年に初の東京公演となる「帝都公演」を開催して大成功を収める。その後テレビ放送でも、全国において木曜20時台の視聴率を確保したいという毎日放送の思惑と、新喜劇を全国区化させたいという吉本の意向が合致し、『超!よしもと新喜劇』が1997年秋から東京で収録され、新喜劇が東京発の形でゴールデンタイムに全国ネットでテレビ放送されるようになった（後に『超コメディ60!』としてリニューアルされた）。しかし、舞台は新喜劇なのに仕掛けがドリフ調であったり、新喜劇や関西とはまったく関係のないゲストが多数出演したりしたことから、従来からのファンにも見放され、1998年秋に終了。
この1年間は、本家NGKからも特に知名度と笑わせる力のあるベテラン勢が駆り出されたため、リーダーに相当するポジションで大阪に残ることができたのは実質的に吉田ヒロだけであり（なお、のちに座長となる当時の4人のニューリーダーのうち、『超!よしもと新喜劇』〜『超コメディ60!』に一度も出演しなかったのはヒロと石田靖。また、女優陣では、この当時のマドンナ役の一人であった中西喜美恵なども、『超!よしもと新喜劇』〜『超コメディ60!』に一度も出演しなかった）、ニューリーダー制開始直後の柔軟さ・斬新さから一転、まさに「やめよッカナ?キャンペーン」直前の状況が再来していた。
それでもやはり東京公演をあきらめたわけではなく、1999年からは場所と方式を変えてスタジオアルタで「吉本新喜劇の週末」を定期上演。この公演にはベテラン勢は出演せず、各公演の全出演者も10人未満という少人数での新喜劇であったが、主に内場、辻本、石田の3座長と当時全国区でブレイクしていた山田花子、藤井隆を中心に上演され、『ギャク輸入!新喜劇』（朝日放送）として関西地区で放送。2000年にビデオ化もされた。
2001年には、ルミネtheよしもとが開業し、今度は東京オリジナルの台本と出演者、今田、東野などNGK新喜劇経験者、NGKから東京に移籍した石田を座長に据えた公演（メンバーは後述）が開始され、現在に至る。ルミネ新喜劇は比較的若手のメンバーで構成されており、専属座員および座付き作家は基本的に存在しない（若手芸人が作家を兼業することもある）。公演は不定期で2〜3ヶ月行われ、テレビ出演の多い今田・東野座長回は基本的に月一公演となる。2014年以降は座員座長はそのままで名称を変更し、「SPコメディ」という名称に変更された。
また、2009年4月末から2011年11月末まで品川に開設されていたよしもとプリンスシアターでは、辻本、内場などNGK新喜劇座員が中心となる「本場吉本新喜劇」が、原則として毎週火曜から木曜または金曜にかけて上演されていた。NGK座員による新喜劇の東京上演は2014年以降、なんばグランド花月の出張版である「東京グランド花月」を上演しているほか、毎年8月には小籔座長による単独公演も実施されている。

### 海外公演
これまで1997年3月15日にニューヨーク、ロンドン、台湾、上海で、吉本新喜劇は上演され、さらに2006年7月には日本国内3大都市と併せてハリウッドのコダック・シアターでも「すっごい吉本新喜劇LA&JAPANツアー」と銘打って特別編成で上演された。座員は今田耕司やレイザーラモンHGなど新喜劇出身のルミネtheよしもと出演者が中心であったが、大阪から内場勝則、未知やすえ、池乃めだか、そして新喜劇外からピン芸人のたむらけんじも参加した。

### おきなわ新喜劇旗揚げ
2014年9月には沖縄出身の吉本芸人で構成された「おきなわ新喜劇」の旗揚げが発表された。同年12月から全国ツアーが行われ、2015年4月からはよしもと沖縄花月でも上演されている。その後本家吉本新喜劇とも合同で公演を行った。

### 九州新喜劇旗揚げ
2016年8月に福岡吉本にて、「新喜劇やめよッカナ?キャンペーン」時代まで副座長を務め、福岡吉本に所属している頃にあたる寿一実（旧芸名・中川一美）の還暦祝い座長公演が嘉穂劇場にて行われた。
2018年2月には、正式に寿を座長とする「九州新喜劇」が旗揚げされた。座員は福岡吉本所属タレントで、オリジナル新喜劇となるほか、マドンナオーディションの実施も発表されている。
その後、寿が2023年5月5日に亡くなり（享年66歳）、同年12月20日から熊本県住みます芸人の安井政史を新たな座長とした上で再開された。

## 出演者
多くの吉本興業所属タレントが新喜劇に出演している。『日曜笑劇場』に出演していた明石家さんま、ダウンタウン、桂三枝（現：六代 桂文枝））、ルミネ版に出演している森三中、山崎邦正（現：月亭方正）など新喜劇出身者（あるいは元座員）も数えきれないため、以降では組織としての「吉本新喜劇」に所属したものを中心に述べる。
新喜劇入団の際、新人はNSCで新喜劇入団を希望したり、あるいはオーディションを受け、合格したら養成機関である吉本新喜劇jr.（YSJ）に入り、そしてある程度実力が付いたと見なされたらNGKに出られる運びとなる。この他、吉本興業本社が有望な若手を自社内で異動させたり、漫才コンビを解散した芸人が新喜劇に入団したりすることが多い。座長経験者では、平参平（平ペット・北村ハッピー）、池乃めだか（海原かける・めぐる）、辻本茂雄（三角公園USA）、吉田ヒロ（ボブキャッツ）、小籔千豊（ビリジアン）、すっちー（ビッキーズ）がコンビの出身である。過去にはしましまんずやレイザーラモンやランディーズ（高井のみ残留。）、現在では水玉れっぷう隊（当初はアキのみ、のちにケンも入団。）が、漫才活動と並行して新喜劇に加入している。
男優は漫才畑を歩いてきた者が圧倒的に多く、NSCを含む純粋な芝居畑出身は内場勝則、石田靖、烏川耕一、安尾信乃助、川畑泰史、伊賀健二、山田亮、平山昌雄など数える程度であるが、逆に女優はNSCから直接入るケースがほとんどで、コンビの出身は未知やすえ（やすえ・やすよ）、若井みどり（若井小づえ・みどり）などである。過去には大阪パフォーマンスドールやJDといった吉本興業の他分野からの転向も多かった。また、中西喜美恵や高橋靖子などのマドンナ役の女優の場合には、オーディションで他の芸能事務所や劇団などから吉本興業（新喜劇）に引き抜かれたケースもある。レアなケースに落語出身者が挙げられ、中條健一（六代 桂文枝門下。ただし落語部門の弟子ではない）、森田展義（笑福亭福笑門下、元笑福亭ひらめ）などが相当する。
新喜劇退団の際は、座員同士、または座員がピン芸人（落語家も含む）や旧コンビを解散した芸人とコンビを結成して退団するケースが見られるが、それでも多いとは言い切れない（尾崎小百合、岡ゆうた、梶原一弘らがその例）。圧倒的に多いのは、所属事務所の移籍と芸能界からの引退である（宮崎高章のように放送作家への転向もこれに含まれる）。東京進出に伴うスケジュールの多忙化などで、吉本興業本社が自社内で異動させて退団となるケースも多く見られる（今田耕司、レイザーラモン）。また、帯谷孝史のように、プライベートの問題で新喜劇から（一時的に）追放されてしまうケースもある。女性座員の場合には、結婚によりタレントを引退するケースも多いが、内場勝則・未知やすえ、中條健一・秋田久美子、吉田裕・前田真希、清水啓之・森田まりこのように夫妻で新喜劇座員として在籍するケースもある。
3チーム制を維持していた時期は、最盛期には130人以上の座員、10数人の座付き作家を抱えていた。そのため、「元・吉本新喜劇」という肩書きを持つ人物は、先述の代表的な座員以外にも膨大な数に上る。しかし「やめよッカナ?キャンペーン」での大リストラによって、座員は一時40人前後にまで減らされた。現在では若手の新規採用やベテラン役者の復帰（「やめよッカナ?キャンペーン」で一度は退団させられた島田一の介・浅香あき恵、大阪に拠点を戻した山田花子、相方の死去を契機に復帰した佐藤武志（元Wヤング）など）で80人前後となっている。
オーディションによる入団は藤井隆以降しばらく途絶えていたが、2004年から2019年まで「吉本新喜劇 金の卵オーディション」を開催。以降も随時オーディションを行っており、再び黄金期に向けて拡張路線をとっていたが、2022年に募集停止。なんばグランド花月公演は中堅・ベテラン中心で、若手は端役に回ることがほとんどであるため、かつて梅田にあったうめだ花月にも出演している若手を中心とした「金のひよこライブ」や、金の卵座員による「金の卵ライブ」など若手にも機会を積極的に与えていた。座長に昇格した酒井藍、吉田裕をはじめ副座長クラス・マドンナクラスなど現在の新喜劇の中核を成すメンバーも多数輩出しているが、新人が大量に入るシステムに移行したためか退団する者も少なくはない。

## 座員

### 現行座員
かつての全盛期には60人ほど在籍していたが、低迷期には31人に激減。1989年以降は入団数が増加し、現在は客員・休業中を含めて100人を超える団員が在籍する（座員名は毎回の編集時に参照した 吉本新喜劇オフィシャルサイト の「座員紹介」の名前の有無による）。

#### ゼネラルマネージャー
2022年に新設されたポスト
- 間寛平 （1989年に退団後も地方公演で座長を務めていた）[18]

#### 座長
物語の主人公を多く演じる。原則として座長の中から1人が作家と相談しながら担当週の新喜劇の脚本を作成し上演するシステムをとっている。このシステムは作成者それぞれの新喜劇に対する方向性や個性の違いが非常に出やすい（「特定のキャラクターを演じる」「半ばシリーズ化する」など）のが特徴で、座長それぞれにほぼ専属の若手座員が何名かいる（内場勝則のテレビ等での発言より。これを「座組」という）。そして座長同士の間では座長に就任した順に発言力がある。
なお、2010年には石田靖や「やめよッカナ?」時代の経験者のほんこんが座長として公演を行うことがあった。
女性座員では、2017年7月に酒井藍がレギュラーでは初座長に就任したが、その前には特別公演などで過去にも女性座長は存在した。実例として2007年8月7日からの1週間を皮切りに、毎年お盆の時期に「未知やすえ 女座長特別公演」が行われていたことがある。
現時点でなんば・祇園の両花月の公演で座長を務めるのは下記の4名。このほか、公演プログラムの出演者トップに座長名の表記がないときはリーダーが座長代理を務める。
- すっちー （就任発表は2014年5月17日、舞台は6月11日から）
- 酒井藍 （就任発表は2017年5月26日、舞台は7月26日から）
- アキ （水玉れっぷう隊）（就任発表は2023年3月21日、舞台は5月2日から[22]）
- 吉田裕 （就任発表は2023年3月21日、舞台は5月2日から[22]）

| 芸名         | 生没年            | 座長在任                         | 備考 |
| ------------ | ----------------- | -------------------------------- | --- |
| 笑福亭松之助 | 1925年 - 2019年   | 1959年 - 1961年                  | |
| 守住清       | 生没年 不詳       | 1960年 - 1962年                  | |
| 白羽大介     | 1923年 - 2005年   | 1961年 - 1965年                  | |
| 平参平       | 1916年 - 1986年   | 1962年 - 1966年, 1970年 - 1974年 | 座長退任後、専科として1986年の死去まで在籍。 |
| 花紀京       | 1937年 - 2015年   | 1963年 - 1969年                  | 座長退任後、専科として1989年まで在籍。退団後も特別公演や地方公演などに不定期に出演。 |
| ルーキー新一 | 1935年 - 1980年   | 1965年                           | |
| 財津一郎     | 1934年 - 2023年   | 1966年 - 1969年                  | 座長退任後、吉本を退社。以降俳優として活動。 |
| 秋山たか志   | 1936年 - 没年不詳 | 1966年 - 1969年                  | |
| 岡八郎       | 1938年 - 2005年   | 1966年 - 1972年                  | 座長退任後、専科として1989年まで在籍。退団後も特別公演や地方公演などに不定期に出演。 |
| 原哲男       | 1934年 - 2013年   | 1969年 - 1970年                  | 座長退任後、専科として1989年まで在籍。「やめよッカナ?キャンペーン」後も一時的に在籍。退団後も特別公演や地方公演などに不定期に出演。 |
| 桑原和男     | 1936年 - 2023年   | 1969年 - 1972年, 1990年 - 1995年 | 座長退任後、専科として1989年まで在籍し、「やめよッカナ?キャンペーン」後から数年間は若手育成も兼ねて池乃めだかと共に実質的座長格で出演。その後は重鎮クラスとして生き字引のような存在で新喜劇を支え続け、2023年8月の死去まで座員として在籍。                                                    |
| 船場太郎     | 1939年 - 2020年   | 1972年 - 1976年, 1979年 - 1982年 | 座長退任後、専科として1989年まで在籍。「やめよッカナ?キャンペーン」後も一時的に在籍。 |
| 阿吾十朗     | 1934年 - 1990年   | 1972年 - 1974年                  | 座長退任後は専科も務めたが後に副座長に降格。その後は漫才に転向し引退。 |
| 木村進       | 1950年 - 2019年   | 1973年 - 1988年                  | 23歳で座長就任（歴代最年少就任）。在任中に脳内出血で倒れ退団。 |
| 間寛平       | 1949年 -          | 1973年 - 1988年                  | 退団後も特別公演や地方公演などに不定期に出演。2022年からはゼネラルマネージャーに就任し、事実上現役座員としても復帰。 |
| 伴大吾       | 1948年 - 消息不明 | 1974年 - 1978年                  | 借金問題で座長在任中に突然失踪し、その後の消息不明。 |
| 谷しげる     | 1940年 -          | 1974年 - 1979年                  | 座長退任後に専科となるが、失踪した伴大吾らの借金の保証人であったため、その影響から約半年後に吉本を退社。その後、猿まわし師に転向し、現在はメディアや舞台等に不定期出演。 |
| 室谷信雄     | 1946年 - 2018年   | 1982年 - 1984年                  | 座長在任中に喉頭癌が発覚し退団。 |
| 池乃めだか   | 1943年 -          | 1990年 - 1995年                  | 長らく主演公演はあるものの副座長格であったが、「やめよッカナ?キャンペーン」後数年間は桑原和男と共に若手育成も兼ねて座長格の主演を務めた。現役座員。 |
| 内場勝則     | 1960年 -          | 1999年 - 2019年                  | 1995年からニューリーダー（事実上の座長）に就任。現役座員 |
| 辻本茂雄     | 1964年 -          | 1999年 - 2019年                  | 1995年からニューリーダー（事実上の座長）に就任。現役座員 |
| 石田靖       | 1965年 -          | 1999年 - 2006年                  | 1992年頃から桑原和男、池乃めだかと並んで実質的座長格となり、1995年からは内場勝則、辻本茂雄と共にニューリーダーに就任。2001年から所属と主な劇場舞台を東京に移し、ルミネtheよしもとや地方公演には現在も座長として不定期に出演。2023年10月に公式HPの座員紹介ページに掲載され現役座員として復帰。 |
| 吉田ヒロ     | 1967年 -          | 1999年 - 2007年                  | 1997年秋からの内場、辻本の東京進出に伴う不在の間、ほぼ毎週リーダーを務めた。現役座員。 |
| 小籔千豊     | 1973年 -          | 2006年 - 2022年                  | 現役座員 |
| 川畑泰史     | 1967年 -          | 2007年 - 2023年                  | 現役座員 |
| すっちー     | 1972年 -          | 2014年6月11日 - （在任中）       | |
| 酒井藍       | 1986年 -          | 2017年7月26日 - （在任中）       | 初の（常任）女性座長 |
| アキ         | 1969年 -          | 2023年5月2日 - （在任中）        | |
| 吉田裕       | 1979年 -          | 2023年5月2日 - （在任中）        | |

#### 副座長格（リーダー）
座長不在の公演で座長に代わり主役を演じるとともに、劇の脚本・構成を担当する。
- 清水けんじ（第4個目金の卵（2008年）、元フロントストーリー）（在任は2012年 - 2014年，2019年 - ）
- 信濃岳夫（第2個目金の卵（2006年））（2019年 - ）
- 諸見里大介（第6個目金の卵（2012年）、元ハム）（2019年 - ）

| 芸名                | リーダー在任    | 備考 |
| ------------------- | --------------- | --- |
| 烏川耕一            | 2012年 - 2014年 | 現在も、吉本以外の事務所の芸人とのコラボレーション「よしもと砦の戦い」で新喜劇座員のリーダー役である。          |
| 高井俊彦            | 2012年 - 2014年 | 元ランディーズ。漫才コンビとしての名前はそのまま、中川と共に2007年10月1日に入団。10月16日の舞台から個別に出演。 |
| すっちー            | 2012年 - 2014年 | 2014年5月に座長へ昇格。                                                                                         |
| 吉田裕              | 2019年 - 2023年 | 2019年から清水・信濃・諸見里とともに就任、2023年に座長へ昇格                                                    |
| 千葉公平            | 2023年          | 2023年に祇園花月でリーダー公演を行った。                                                                        |
| 佐藤太一郎 小西武蔵 | 2023年          | 2023年に祇園花月でリーダー公演を行った。                                                                        |

#### 重鎮クラス
座長経験者。舞台に登場すると必ずと言っていいほど拍手が飛ぶ。登場時にコケるギャグの使用が許されている。
- 池乃めだか
- 石田靖
- 吉田ヒロ
- 内場勝則 （未知やすえの夫）
- 辻本茂雄
- 小籔千豊
- 川畑泰史

#### ベテラン
座長経験者同様、ストーリーや役柄の軽重に関係なく舞台登場時には拍手が飛び、また、あいさつの持ちギャグを披露し、他の出演者をコケさせることができる。
- やなぎ浩二（桑原和男の没後は最年長）
- 島田一の介
- Mr.オクレ
- 若井みどり（女流漫才師”若井小づえ・みどり”出身、2007年10月1日入団、10月9日の舞台から出演。中山美保の没後は女性では楠本に次ぐ年長者）
- 末成映薫（中山美保の没後は女性陣の中では新喜劇在籍年数最長）
- 楠本見江子（2009年12月再入団。 桑原和男の没後は最古参の座員であり、 中山美保の没後は女性最年長。）
- 浅香あき恵（佐藤武志の妻）
- 未知やすえ（内場勝則の妻、2007年以降定期的に女座長特別公演の座長を務めた）
- 帯谷孝史（約10年の謹慎後、2010年3月より正式に座員として復帰）

#### マドンナ
ヒロイン的役割を担う女性演者。新喜劇では必要不可欠な存在である。ストーリーにより、主役の妻や片思いの相手、主役が経営する店の看板娘などと役どころが変わるため、必ずしも明確な基準はない。ただ、在籍年数を重ねると徐々に後輩の女性演者にそのポジションを譲りベテラン座員として処遇される。末成・浅香・未知ら年長の女性座員もかつてはマドンナ格で舞台に出演していた（元漫才師の若井を除く）。ただし、マドンナと呼ばれる座員が必ずしも新喜劇でヒロインを演じる訳ではなく、ストーリーの中で「ボケ役」に回る事も多々あるという事を留意する必要がある。
- 高橋靖子
- 秋田久美子
- 宇都宮まき
- 前田真希（前田五郎の長女、吉田裕の妻）
- 井上安世
- 金原早苗
- 鮫島幸恵（千葉公平の妻）
- 松浦景子

#### 一般座員
- 島田珠代（2008年座員として復帰）
- 山田花子（長らくテレビタレントとして活動していたが、2016年8月座員として復帰）
- 大山英雄（ルミネtheよしもとに移籍し一時は座長も務めた。2024年に座員として復帰）
- 烏川耕一（仮座長経験者）
- 安尾信乃助(副座長経験者)
- しゃーやん（2011年7月再入団）
- 青野敏行
- はじめ（中田はじめ）
- 中條健一
- 西川忠志（2009年3月入団。11月17日の舞台から出演）
- 五十嵐サキ（1997年にオーディションに合格し入団、元マドンナ）
- 伊賀健二（1997年にオーディションに合格し入団）
- 今別府直之
- 大島和久
- たかおみゆき
- タックルながい。
- ぢゃいこ
- 平山昌雄
- 山本奈臣実
- 佑希梨奈（ゆうき哲也の娘、2018年11月から入団）
- 佐藤武志（浅香あき恵の夫、元Wヤング、2019年12月再入団）
- 千葉公平（鮫島幸恵の夫、元ギンナナ、2020年2月から入団）
- ボンざわーるど（元カナリア、2020年12月から入団）
- 森川隆士（ミヤコ蝶々の最後の弟子 2020年入団）

#### 金の卵

##### 第1個目金の卵（2005年）
2005年に行われた「吉本新喜劇 金の卵オーディション」に合格した座員。新人といっても芸人や舞台人などのキャリアがある者も含まれ、すでに何人かは吉本新喜劇以外で活動がある。月1回の「金の卵ライブ（金の卵LIVE）」に全員が出演。以下の座員による「金の卵ライブ」は2006年7月が最終回。
- 太田芳伸
- 吉田裕（2023年3月座長に昇格、前田真希の夫）
- 前田真希（前田五郎の長女、吉田裕の妻）
- 松浦真也
- 森田展義
- 佐藤太一郎

##### 第2個目金の卵（2006年）
2006年に行われた「吉本新喜劇 金の卵オーディション」に合格した座員。2008年当時、大阪・京橋にも「京橋花月」がオープンし、新喜劇の上演が決定したことから、これに対応した採用と思われる。
- 井上安世
- 音羽一憲
- 金原早苗
- 信濃岳夫
- 清水啓之 (森田まりこの夫)
- 辰己智之
- 前田まみ（前田真希の実妹）
- 森田まりこ (清水啓之の妻)

##### 第3個目金の卵（2007年）
- 酒井藍（2017年7月座長に昇格）

##### 第4個目金の卵（2008年）
- 奥重敦史
- 清水けんじ(元フロントストーリー)
- 新名徹郎（元ダ・ヴィンチ）
- 服部ひで子
- レイチェル

##### 第5個目金の卵（2009年）
- 岡田直子
- 桜井雅斗

##### 第6個目金の卵（2012年）
2012年、「第5個目 金の卵オーディション」以来、3年ぶりとなる座員オーディションが実施された。
- 鮫島幸恵
- 諸見里大介
- 吉岡友見

##### 第7個目金の卵（2014年）
金の卵オーディション合格者の入団時期は、1 - 6個目までは10月入団であったが、7個目以降で合格した座員については原則、4月入団に改められている。
- いがわゆり蚊
- 小寺真理（元つぼみ、元りんごあめ、吉本坂46）
- 高関優
- 瀧見信行
- もじゃ吉田（元グッドモーニング、元ストライク）
- もりすけ（元ドルフィンズ）

##### 第8個目金の卵（2015年）
- 親泊泰秀
- 小西武蔵（元ヒップ☆スター）
- 重谷ほたる
- 祐代朗功
- 大黒笑けいけい
- 玉置洋行
- 松浦景子
- 松本慎一郎

##### 第9個目金の卵（2017年）
- 新井崇史
- 入澤弘喜
- 大塚澪
- カバ（元カバと爆ノ介）
- 川筋ライラ
- 小林ゆう
- ジャボリ・ジェフ
- 谷川友梨
- 筒井亜由貴
- 永田良輔
- 松元政唯

##### 第10個目金の卵（2018年）
- 生瀬行人
- けんたくん（おきなわ新喜劇出身）
- 住吉大和
- 曽麻綾
- 湯澤花梨
- よこっちピーマン

##### 第11個目金の卵（2019年）
- 伊丹祐貴（元ファイトクラブ）
- 多和田上人（元あまえんB）
- 野崎塁
- 咲方響

##### 第12個目金の卵（2025年）
- アイリスガワ
- 井上果音
- 上野駿太
- 沖ひなた
- おはる
- 川越星
- 川本眞優
- きだななみ
- 九冨悠二郎
- ケン（水玉れっぷう隊）
- 後藤サフィー
- 菅野智義
- 立花えこ
- 田中ルイボスティー
- 仲澤秀明
- 野呂桃花
- 横山裕輝

#### 作家
主に以下の者が担当している。
- 鳴瀬冨三子（檀上茂を師匠とする）
- 徳田博丸（主に辻本茂雄）
- 村上太（川畑・すっちー週）
- 佐藤トモ（川畑・すっちー）
- 大崎知仁（小籔・川畑・すっちー）
- 三栗雅子（すっちー）
- 宮崎高章（元・新喜劇座員）（小籔・すっちー）
- 稲見周平（川畑）
- 藤原和博（川畑・すっちー・酒井）
- 大東伸明（川畑）
- 当山穂高（川畑）
- 玉井聡司（川畑・酒井）
- 吉田佳
- 矢田和也

それ以外にもイベント等では以下の作家が担当している。
- お〜い!久馬（久馬歩）（ザ・プラン9のリーダー）

#### 主要座員のテレビ・ラジオ出演
小籔千豊、すっちー、未知やすえ、酒井藍は関西地区を中心に新喜劇以外のテレビ番組にも出演している。特に小籔は新喜劇座長に就任したまま初めて東京に本拠地を移し、タレントやファッションモデル、バンドマンとしても活躍している。この他、吉田裕、松浦真也、森田まりこらが新喜劇でのギャグの掛け合い場面をアレンジしたショートコントを全国区の番組で披露することがある。若手座員は2010年代以降、『細かすぎて伝わらないモノマネ選手権』や『ウチのガヤがすみません!』といった全国ネットの若手芸人向け番組に出演することもある。
ラジオでは、小籔や末成由美などがレギュラー番組を持っている。

### 元座員
以下に挙げる人物は、過去に在籍した座員のごく一部である。

#### 旧体制時代（1989年9月以前）
座長経験者
最初期の新喜劇では、ほぼ毎回ゲストが座長を交代で務める形が採られており（花菱アチャコ、芦屋雁之助、東五九童ほか）、純然たる新喜劇在籍者が座長を務めるようになったのは1960年からのことである。その中で最初に座長として頭角を現したのは白羽大介・守住清の2人であった。
以下は存命者または存命と思われる人物。故人は後述。
- 谷しげる

その他
- 青木ミキ（1973年2月入団、オール巨人夫人）
- 青芝フック（小島あきら）
- 青島みどり
- 浅田祐介（元くるみ座の研究生）
- 姉川巌（1974年入団）
- 天野久美子（NSC出身、1983年入団）
- 飯田ミエ
- 伊玖野暎子
- 石井マキ
- 池田昌代（1977年入団、1978年退団）
- 石田輝代
- 石川大介
- 伊豆あすか（1978年入団、後伊豆あすか・奄美きょうかを結成）
- 泉多美子（後の占い師泉アツノ）
- 石川寿子（アチャコ劇団出身）
- 泉ひろし
- 伊藤哲三（1963年7月入団）
- 糸川ナホミ（1972年11月入団、やなぎ浩二夫人）
- 井上和子（1966年入団）
- 井上味佳（OSK出身、1963年入団）
- 今岡まき子（1984年6月入団、マドンナ）
- 今西博子（1984年入団）
- 上原光代（間寛平夫人）
- 歌川節美（1975年2月入団）
- 内海英子（1962年9月入団、マドンナ）
- 宇野由利子
- うのりういち（1979年6月入団）
- 大井文子
- 大内洵子（1960年入団）
- 大江将夫
- 大川直子
- 大崎隆晴
- 大里裕美（1961年ごろから2年程出演）
- 太田裕子（OSK出身、1961年入団）
- 大西秀明（後のジミー大西）
- 大橋一博（1980年3月入団）
- 大畑恵宥（第一期研究生）
- 大村崑
- 大宅乃夫子（1959年入団、結婚し退団）
- 岡貴敏
- 岡田光男
- 尾崎ゆう子（1960年入団）
- 甲斐野トミ（昭和40年代に出演）
- 香川明子（1964年から1965年ごろ出演）
- 笠原亮三
- 風間舞子（木村進元夫人、1987年入団）
- 梶原一弘（現：落語家桂三象）
- 片岡あや子（1968年6月入団）
- 片山英昭
- 片山理子（1981年4月入団、マドンナ、退団後に紅茶研究家田宮緑子として活動。）
- 金沢和守（後の星まあち→星空まあち）
- 金沢富子（結婚し退団）
- 金乃成樹（松竹新喜劇へ移籍）
- 雷門禄郎
- 菊池大助（松竹新喜劇出身、1966年11月入団）
- 岸田一夫（「笑いの王国」、「ピエル・ボーイズ」出身）
- 木下ほうか（現 俳優）
- 木村明（後の明太CO）
- 木村優（木村進、風間舞子の娘、1987年入団、子役）
- 京風美千代（宝塚歌劇団出身、1960年に結婚し退団）
- 黒木雪夫（後のすっとんトリオ）
- 黒瀬良（子役として数回出演）
- 香月京子
- 好田タクト（現在ピン芸人）
- 九重千鶴（宝塚歌劇団出身）
- 小島のぶえ
- 小島ゆかり（NSC出身、1985年入団）
- 国分恵子
- 坂井秀太郎（時代劇専門）
- 坂本豪（1971年4月入団）
- 桜国子（1983年2月入団）
- 佐々五郎（佐々十郎の実弟）
- 五月十三子
- 佐藤ひろし
- 塩野一平（1984年入団）
- 清水正
- 新谷京子
- しんぶらしすたーず
- 杉本美樹
- 角ともや（元自衛隊の陸士長、1968年10月入団）
- 関本千世子（1959年入団、研究生、結婚し退団）
- 世志凡太
- 園みち子（1978年1月入団、マドンナ）
- 園みつ子（1965年研究生で入団、結婚し退団）
- 高勢ぎん子（1967年入団）
- 高橋和子（1979年5月入団、元新喜劇座員前田国男夫人）
- 武内正和（1981年入団）
- 武田京子（1974年11月入団）
- 立花宏子（1959年入団）
- 田中智鶴恵
- 田之本了（1971年8月入団）
- 田中猛
- 田中ひとみ
- 田中弘
- 谷本一
- 玉井清美
- 玉松キャップ
- 玉村輝彦（シベリア文太、ルミネtheよしもと新喜劇座員）
- 千原万紀子
- 司芙美（1963年、研究生で入団、奥津由三夫人）
- 蔦陽子（OSK出身）
- 陳玉華
- 津島ひろ子（1974年入団、マドンナ）
- 鶴岡徹
- 仲圭介（松竹新喜劇に移籍）
- 長江あきら
- 中尾愛子（1980年3月入団）
- 中岡秀樹（1968年11月入団）
- 中川明巳（1986年入団）
- 中嶋恵美子（1979年5月入団、寿一実夫人）
- 中田チャック
- 中野みさよ
- 中山千夏
- 夏目京子
- 西岡慶子（曾我廼家五郎八の長女、花紀京元夫人）
- 西川きよし
- 西川花助
- 西川ひかる（4代目西川サクラ）
- 西川洋子（1966年1月入団）
- 二宮二朗
- 庭野千草
- 萩清二
- 長谷一郎（1963年8月入団）
- 拔天太郎
- 野村明美
- 花井三郎
- 英京介（花紀京に師事、1963年7月入団）
- 浜谷敦子
- 濱根隆
- 浜村淳
- 速川進（1964年10月入団）
- 春風すみれ
- 春名幸子
- 東田つぐみ
- 一ツ橋雪
- 平川幸男（後Wヤングを結成）
- 平野恵美子
- 平山のぶ子（1970年5月入団）
- 平山信子（1975年5月入団）
- 広野つとむ
- 藤健一
- 藤里美（1969年5月入団）
- 藤井信子
- 藤江竜海
- 藤田信二
- ヘレン杉本（西川きよしと結婚し退団）
- 堀江たかし
- 堀田正子（NSC出身）
- 堀健
- 真壁一夫
- 政晴子
- 真智恵子
- 丸橋清美（宝塚歌劇団出身、結婚し退団）
- 三角八重
- 美波チコ
- 峰きよし
- 三輪ますみ
- 宮武要人
- 三輪やすひこ（元松竹新喜劇出身、1966年11月入団）
- 村田いつ子（1960年12月入団）
- 望岡幸敏
- 森一修
- 森公平（1981年8月入団）
- 森信
- 森秀人
- 安田密子
- 柳井幸多朗
- 山口真代
- 山田裕子
- 山中正（1972年7月入団）
- 山本幸子
- 結城美千代
- 由利謙（1962年6月入団）
- 横井修平
- 淀川吾郎（1967年8月入団）
- 横山アウト
- 与志きみと
- 吉野幸子（ルーキー劇団に移籍）
- 米坂福太郎
- 若山みち子
- 和田志朗
- 和田元江
- 渡辺広美
- 竹田京子

#### 「やめよッカナ?」時代以降（1989年10月以後）
座長（主役）クラス
- 今田耕司（現：ルミネtheよしもと新喜劇改めSPコメディー座長）
- 木村祐一（現：ルミネtheよしもと新喜劇改めSPコメディー座長）
- 東野幸治（現：ルミネtheよしもと新喜劇改めSPコメディー座長）
- 130R（現：ルミネtheよしもと新喜劇改めSPコメディー座長）

座員
- 青柳裕之（第6個目金の卵オーディション合格者）
- 安藤成寛（第8個目金の卵オーディション合格者）
- 池山心
- 石井萌々花（第10個目金の卵オーディション合格者。松竹芸能に移籍し、お笑いコンビ「ハイアウト」として活動）
- 石野マユ
- 石本文人（第2個目金の卵オーディション合格者）
- 板坂由美子
- いちじまだいき（第5個目金の卵オーディション合格者。2016年6月退団。講談師の「旭堂南喜」として活動）
- 井上智恵
- 井上美幸
- 今井成美（第8個目金の卵オーディション合格者。2017年、結婚を機に退団）
- 井村勝
- 岩﨑タツキ（第11個目金の卵オーディション合格者。2025年3月退団[26]。）
- インス（金 仁淑（きん ひとみ））
- 大端絵里香（第5個目金の卵オーディション合格者）
- 岡謙吾
- 岡村隆史（ナインティナイン）
- 尾崎小百合（かつみ♥さゆり）
- 御澤知世（第5個目金の卵オーディション合格者）
- 梶本愛（元大阪パフォーマンスドール。2004年、結婚し退団・引退）
- 廉林優（第8個目金の卵オーディション合格者。2017年11月退団）
- カナエ
- 家門鈴乃（第4個目金の卵オーディション合格者）
- 狩場愛子
- 神所正良
- 北山麻依加（元つぼみ、第6個目金の卵オーディション合格者）
- 木島さやか（第5個目金の卵オーディション合格者。2011年正月まで活動）
- キタノの大冒険→北野翔太（第10個目金の卵オーディション合格者）
- 木下鮎美（第6個目金の卵オーディション合格者）
- 木村美季
- 葛原亜依（第8個目金の卵オーディション合格者）
- 国崎恵美（ルミネtheよしもと新喜劇班へ移籍）
- 小久保昇
- 後藤秀樹[27]（元シェイクダウン、第6個目金の卵オーディション合格者）
- 小米良啓太（金のひよこ。2012年12月頃まで活動）
- 酒井美紀
- 坂田朗子（元大阪パフォーマンスドール）
- 笹谷晃平
- 佐藤裕代
- 佐藤美優（第11個目金の卵オーディション合格者）
- 佐溝育子
- サラ（第9個目金の卵オーディション合格者）
- 沢宏征
- 篠原のぞみ
- しましまんず（93年ごろまでのNGK、その後は京橋花月での新喜劇に一時期出演）
- 清水陽子
- しゃっきー（第6個目金の卵オーディション合格者。2016年3月退団）
- 笑福亭希光
- 白原昇（第9個目金の卵オーディション合格者）
- 城生卓也
- 杉江大喜（第11個目金の卵オーディション合格者）
- 仙堂花歩（第1個目金の卵オーディション合格者。堺少女歌劇団クリエイティブプロデューサー）
- 宗田勝也（退団後、「難民ナウ!」代表・大学講師）
- たいぞう
- 竹迫唯（第5個目金の卵オーディション合格者）
- 田島幸恵
- 千原兄弟（千原せいじ、千原ジュニア）
- 坪田光生（第3個目金の卵オーディション合格者）
- 鶴屋華丸（現:博多華丸、2001年客員として参加）
- トミーズ健（一時期客演）
- ともえ（第2個目金の卵オーディション合格者）
- 中恭太（金のひよこクラス。2010年1月頃まで活動）
- 中尾星太（第6個目金の卵オーディション合格者）
- 中川貴志（元ランディーズ）
- なかやまきんに君（米国への"筋肉留学"を経て、東京に拠点を移す。2021年末に吉本クリエイティブエージェンシーを退社しフリーとなる）
- 中西喜美恵(2003年まで在籍。未知やすえとともにマドンナ役を担う）
- 中野正之
- なかのよいこ（第6個目金の卵オーディション合格者。2016年12月まで活動）
- 西田あつし
- 西科仁
- 西峯喜策
- 野下敏規（第10個目金の卵オーディション合格者）
- 野村多加子（2000年に結婚し、退団・引退）
- 橋本愛
- 橋本哲治
- 波多野健太（元ママレンジ、第3個目金の卵オーディション合格者）
- バッファロー吾郎（竹若元博、木村明浩）
- はやしよしえ（第7個目金の卵オーディション合格者）
- 速見めぐみ（第9個目金の卵オーディション合格者）
- 原田大樹（第5個目金の卵オーディション合格者。2010年9月頃まで活動）
- 平田健太（第6個目金の卵オーディション合格者）
- ヒロト（第7個目金の卵オーディション合格者。2017年3月まで活動）
- 堀川貴広（金の卵9個目オーディション合格。2018年5月退団。NSC39期生）
- 藤井隆
- 福岡亮治
- 福田多希子（元つぼみ、第6個目金の卵オーディション合格者。2017年、土肥ポン太との結婚を機に退団）
- 福田転球（2001年頃客員として参加）
- 福本愛菜（元NMB48）
- 別所清一（2010年5月頃まで活動）
- 前園健太（第7個目金の卵オーディション合格者。2022年まで活動）
- 前田由梨
- 前田央昭（2009年4月退団）
- 町孝文
- 松下笑一（第1個目金の卵オーディション合格者。東京本社で活動中）
- 牧野大介
- 松村恵美（第7個目金の卵オーディション合格者。2016年12月まで活動）
- 光田宏輝
- 美濃昌輝
- 見取慎太郎（元リンゴスター、第2個目金の卵オーディション合格者。2011年4月頃まで活動）
- 南出一葉（オール巨人の娘。2009年結婚のため退団）
- 宮内紀佳（第10個目金の卵オーディション合格者。2021年5月退団）
- 宮崎高章（2012年3月退団。現在は構成作家）
- 村上斉範（金のひよこ。2014年6月頃まで活動）
- 村上ショージ（1995年頃の新喜劇に一座員として出演）
- Men's石橋（第7個目金の卵オーディション合格者。2022年1月まで活動）
- 本山悠斗（第9個目金の卵オーディション合格者。2019年末まで活動）
- もりしゅん（第6個目金の卵オーディション合格者）
- メンバメイココ
- 森内紀世（川畑泰史元夫人。育児のため退団[28]）
- 安井まさじ（第3個目金の卵オーディション合格者。2016年6月まで活動。地元熊本に拠点を移し、熊本県住みます芸人らと「よしもと南国劇団」を立ち上げ）
- 矢内井玲奈（第11個目金の卵オーディション合格者。2021年11月まで活動）
- 矢野勝也（矢野・兵動）
- 山田琴音（第9個目金の卵オーディション合格者。2018年3月退団。NSC39期生）
- 山路藍（第5個目金の卵オーディション合格者。2011年2月末頃まで活動。のちにガールズケイリン選手に転向[29]）
- 吉野綾（1991年5月入団）
- やまだひろあき（元平安美人、第6個目金の卵オーディション合格者）
- リットン調査団（水野透、藤原光博、現・ルミネtheよしもとSPコメディーメンバー）
- レイザーラモン（出渕誠、住谷正樹）

#### 作家・演出家
- オパヤン
- 本多正識
- 畑嶺明
- 海老原靖芳
- 吉井三奈子
- 古川順一
- 大工富明
- 竹本浩三
- 檀上茂
- 中村進
- 徳田博丸（現在は沖縄花月の新喜劇などを担当）
- 萩原芳樹
- 前田政二（NSC1期生として同期である内場主演の脚本を担当）
- 湊裕美子

#### マスコットキャラクター
- 伝次郎（セントバーナード犬の着ぐるみで、劇中では飼い犬などの端役として登場。岡崎薫がスーツアクターを務めた)

## 過去に在籍した故人
旧体制時代の座員
- 守住清[注釈 17][注釈 18]
- 秋山たか志[注釈 18]
- 阿吾寿朗[注釈 18]
- 浅草四郎[注釈 19]
- 芦屋雁之助[注釈 20]
- 芦屋雁平[注釈 21]
- 芦屋小雁
- 市川小金吾
- 井上竜夫
- 今喜多代
- 内海カッパ
- 初代内海突破
- 梅田ひろし[注釈 22]
- 永隆子[注釈 23]
- 大久保怜
- 鳳啓助
- 岡八郎[注釈 18]
- 岡ゆうた[注釈 24]
- 春日井真澄[注釈 25]
- 八代目雷門助六[注釈 26]
- 河村節子
- 木戸新太郎
- 木村進[注釈 27][注釈 18]
- 京唄子
- 桑原和男[注釈 18]
- 財津一郎[注釈 18]
- 坂田利夫
- 佐々十郎
- 島木譲二
- 島田洋介
- 清水金一
- 下田道子[注釈 28]
- 白川珍児
- 白木みのる[注釈 29]
- 白羽大介[注釈 30][注釈 18]
- 船場太郎[注釈 18][注釈 31]
- 平参平[注釈 18]
- 高石太[注釈 32]
- 玉松一郎
- チャーリー浜[注釈 33]
- 中川一美
- 中田軍治[注釈 34]
- 中山三吉
- 中山美保[注釈 29]
- 三代目西川サクラ[注釈 35]
- 西川ヒノデ
- 二代目博多淡海[注釈 36][注釈 32]
- 橋本由可
- 花紀京[注釈 18]
- 花菱アチャコ
- 花和幸助[注釈 32]
- 三代目林家染丸
- 原哲男[注釈 18]
- 人見きよし
- 藤田まこと
- 前田五郎
- 南喜代子
- 益田やよい
- 三崎希於子
- 室谷信雄[注釈 18]
- 横山エンタツ
- 横山ノック
- ルーキー新一[注釈 18][注釈 30]
- ルーキー清二
- 渡淳[注釈 30][注釈 37]
- 笑福亭松之助[注釈 18]
- 伴大吾[注釈 38][注釈 18]
- 山田スミ子[注釈 29]
- 奥津由三

「やめよッカナ?」時代以降の座員
- 清水キョウイチ郎
- 山田亮（1997年にオーディションに合格し入団）

## 特徴

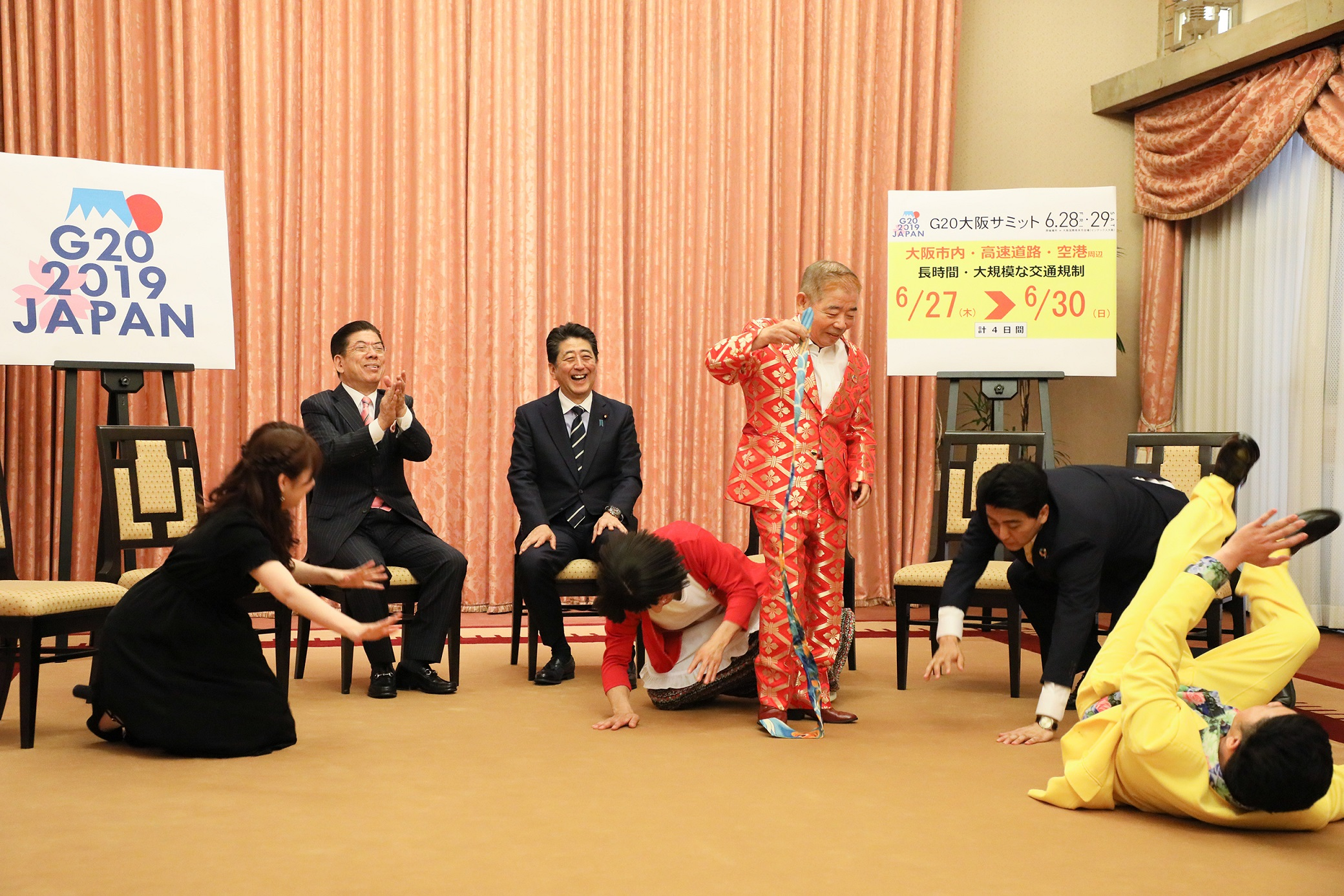
一人のボケに役者全員がこけるという芸を披露する吉本新喜劇メンバー

- 各座員の固定された「持ちネタ」を利用した予定調和[注釈 39]。
- 座員同士の息の合わせに応じたアドリブ。
- 座員の登場時に一発ギャグを言う（それに合わせて他の座員もこける）。
- それ以外にも、一人のボケに役者全員がこけるというパターンが多い[注釈 40]。
- 演者は「やめよッカナ」中のうめだ花月での上演期間などの例外を除いて役名＝芸名 として、芸名のままで登場する。家族として登場する場合は世帯主の苗字に合わせる（例：吉田裕の父親役が島田一の介の場合は島田裕になる）[注釈 41]。
- 近年のストーリーの流れはパターン化されており、「主演または助演級が何らかの問題を抱えている→その他の者が解決策を提案し実際にやってみるが悉く失敗→問題に絡んだヤクザや強盗など悪役が押しかけるか、巻き込まれる(主人公の関係者の恋人が実は詐欺師や悪役側から送り込まれたスパイだったパターンも多い)→悪役を退治した後、問題解決や誤解が解けるなどして、少しの間しんみりしたシーンが流れる→大オチ」といった展開がほとんどである。しかし稀にこれとは全く異なるパターンのストーリーラインが実験的に用いられることもある。

## オープニング曲
- 『Somebody Stole My Gal』（作曲：レオ・ウッド、演奏：ピー・ウィー・ハント（英語版））
原曲はレオ・ウッドが1918年に作曲した楽曲。タイトルを日本語に訳すと「恋人を寝取られて」となる失恋ソングだが、ピー・ウィー・ハントが明るく軽快な曲調にカバーした楽曲である（『5時に夢中』2020年5月13日放送追跡ベスト８より）。1935年には「君いずこ」の題でディック・ミネが日本語カバーバージョンを歌唱している。
新喜劇のテーマに用いられているものはトロンボーン奏者のピー・ウィー・ハントが1954年頃にリリースしたアルバム「Swingin' Around」に収録されたディキシーランド・ジャズバージョンで、「ホンワカパッパ ホンワカホンワカ…」とも表現される特徴的なメロディの音色は、トランペットにワウワウミュートを装着したものである（このアルバムに収録されている楽曲の大半はワウワウミュートを装着して演奏されている）。
もともとは朝日放送で放送されていた花月中継のオープニング曲であり、当時のスタッフであった石田健一郎が数曲の中から選曲した[30]。毎日放送の中継やなんばグランド花月でのオープニング曲は本曲とは異なるものであった（『生産性向上のためのBG音楽・工場向け第一集その5』収録。うめだ花月では、この曲が実際の舞台でも緞帳を上げる時に流れていた）。しかし、ピー・ウィー・ハントの「Somebody Stole My Gal」のメロディがあまりにも印象に残るものであったため、「新喜劇をイメージさせる曲」にとどまらず、『六甲おろし』ともども大阪をイメージさせるステレオタイプな曲として認識されるようになった。情報番組で大阪の軽い話題を扱う際は、ほとんどの場合が「Somebody Stole My Gal」がかけられていると言っても過言ではない。この知名度の高さのおかげで、現在ではなんばグランド花月でも緞帳が上がる際に必ずこの曲が流されており、音楽に合わせて手拍子をする団体客までいることがある（数年前までは上演作品ごとに曲を変えていたが、昨今のストーリーの同一性と並行するかのように音楽までも固定されてしまった）。
1997年に『探偵!ナイトスクープ』で、「この曲を擬音化したら『ホンワカ……』か『プンワカ……』のどちらになるか」でもめているカップルの依頼があった。街頭調査の結果、「ホンワカ」が大勢を占めたのだが、ロケが放送される前にスタジオで「音楽的にいえば『ホンワカ』」と断言されてしまっていた。最終的にはどっちでもよい結果となった。なお、「Somebody Stole My Gal」は映画『アビエイター』の中でBGMとして流れたり、ベニー・グッドマンなどもレコーディングしているが、この音色を用いているのはピー・ウィー・ハントのバージョンのみである。
また、「Pop Corn」も新喜劇再放送時のテーマ曲として使われていた。
- CD
『吉本新喜劇のテーマ』（APOLLON、1992年、APCE-5281）。「Somebody Stole My Gal」や「生産性向上のためのBG音楽 工場向け第一集その5」、他が聴ける。

## テーマソング
テレビ放送用
- 「エクスタシー」（1992年2月21日リリースから次の ECSTASY OSAKAまで）
- 「ECSTASY OSAKA」（内場・辻本・石田のニューリーダー体制記念として1996年にリリース、ダウンタウンの音楽番組「HEY!HEY!HEY!」にも歌唱メンバーが出演したことがある。放送終了後の座員たちによるイベント告知のBGMとして使用）
- 「宝島」（内場・辻本による東京からの放送時代に使用）
- 「エビバディ!笑おうサンバ」（2009年5月20日リリース、NGK、ルミネ両方のメンバーが歌唱収録に参加。主にNGKでの新喜劇開演前のセット組み立て中に流れる）
- 「Luck book new joy play ?」（座員と福岡晃子で結成されたバンド「吉本新喜劇ィズ」の楽曲。放送終了後の座員たちによるイベント告知のBGMとして使用）

巡業用
- 「あんたが主役」（「宝島」のカップリングソング。1998年の全国ツアーに使用）

## テレビ番組
- よしもと新喜劇（毎日放送、一部TBS系列局。BSでは"やめよッカナ"前、以後、2018年以後の3期それぞれの作品をBSよしもとの「よしもとプレミアムアワー」枠で毎週放送）
- お正月限定!超豪華な吉本新喜劇SP（TBSテレビ、2018年から毎年正月に放送）
- 大阪吉本新喜劇 IN ルミネ（ヨシモトファンダンゴTV）

このほか、BSフジでも不定期で"よしもと砦の戦い"というタイトルで他のお笑い芸能事務所とのコラボレーション作品（BSフジ・吉本興業制作著作）を放送している。

## 過去に新喜劇がレギュラーでテレビ放送された番組
- 花月爆笑劇場（毎日放送制作：1980年代後期まで。うめだ花月からの中継が主）
- お笑い花月劇場（朝日放送制作：1980年代中期頃まで。なんば花月からの中継が主）
- 吉本笑撃!（テレビ大阪）
- 花月脱線劇場（毎日放送）
- 吉本コメディ（よみうりテレビ：1978年4月8日〜1988年3月、コメディNo1、間寛平、木村進らによるシチュエーションコメディ）
- 超!よしもと新喜劇（毎日放送制作：TBS系列）
- 超コメディ60!（毎日放送制作：TBS系列）
- ギャグ輸入!月刊ヨシモト新喜劇（ABCテレビ）
- 吉本☆新喜劇の週末（CS放送 フジテレビ721ch／ヨシモトファンダンゴTV 284ch）
- 日曜笑劇場（ABCテレビ。スカイ・A sports+でも放送）
- よしもと情熱コメディ〜TVのウラ側で大騒ぎ!モンスターAD奮闘記〜（読売テレビ）
- よしもとミッドナイトコメディ 3年2組ポンコツの唄（読売テレビ）

## 吉本新喜劇の映画
- シネマワイズ新喜劇（1997年）

正式タイトルは「シネマライズ新喜劇」。1996年に撮影・製作、1997年に公開された吉本新喜劇の映画。上映時間61分。ただし地方公開で、関西でしか上映されなかった。
- 製作＝吉本興業＝ビデオチャンプ＝ツインズ＝オフィス100％、配給＝オフィス100％
- タイトル
  - vol.1「マネージャーの掟」- 主演：石田靖
  - vol.2「父危篤、面会謝絶」- 主演：内場勝則
  - vol.3「ハンコください!」 - 主演：石田靖
  - vol.4「どケチ・ピーやん物語」- 主演：辻本茂雄
  - vol.5「大阪好日」 - 主演：内場勝則
  - vol.6「たこやき刑事」 - 主演：辻本茂雄

お馴染みの吉本新喜劇のメンバーと他の出演者が出演している。ビデオもあり、今田耕司と東野幸治が吉本新喜劇のメンバーの丸秘情報を教えるおまけのコーナーがある。2003年にDVD化した際には今田と東野のコーナーはカットしメイキングを追加している。レンタルも可能である。
- よしもと新喜劇 映画「西遊喜」（2016年2月20日、KATSU-do）
- よしもと新喜劇 映画「商店街戦争〜SUCHICO〜」（2017年3月4日、KATSU-do）
- よしもと新喜劇 映画「女子高生探偵あいちゃん」（2018年3月17日、KATSU-do）

## その他の作品
- ダウンタウンのガキの使いやあらへんで
  - 山崎新喜劇・旗揚げ公演（2010年6月27日放送）：「涙のプロポーズ波止場」と称し、山崎邦正を座長とする新喜劇公演が行われた。出演者は今夜が山田や新おにぃ、ピカデリー梅田などといった同番組の名物キャラクターで構成され、一部本家のギャグも使用された。
  - 大晦日SP「絶対に笑ってはいけないスパイ24時」（日本テレビ系）：本編のスパイ機関・GIA所属団員による新喜劇風の舞台「帰ってきた風来坊」が行われた。出演者は木本武宏、前田美波里、梅宮クラウディア、温水洋一、パンツェッタ・ジローラモ、Mr.マリック、田中将大、坂口良子ほか。舞台は浪花のうどん屋、3兄妹が繰り広げる物語。随所に本家のギャグをそのままに使い、罰を受けるダウンタウン、ココリコ、山崎邦正に笑い地獄を与えた。また、BGMはかつて毎日放送で使用された「生産性向上〜」が使用された。
- NMB48 feat.吉本新喜劇（Vol.1 - 15）：NMB48のニューシングル発売に合わせる形で公演が行われ、通常盤（Type-A～Type-Dのいずれか）の特典映像として収録される（Vol.9は2ndアルバムのType-Bの特典映像）。新喜劇座員とNMB48の選抜メンバーとの共演となっている[31]。
- Jimmy〜アホみたいなホンマの話〜(2018年、Netflix)
- 吉本新喜劇×NMB48 ミュージカル「ぐれいてすと な 笑まん」：2022年5月に吉本新喜劇座員とNMB48選抜メンバーの出演、玉野和紀の演出により大阪COOL JAPAN PARK OSAKA WWホールと東京明治座の二箇所で上演されたミュージカル作品[32]。吉本興業と吉本新喜劇の公式YouTubeチャンネルで密着ドキュメンタリー動画が公開された。

## 補足
テレビで放送された作品によってはDVD版に収録されて発売されることがある（1984年5月12日放送『ハネムーン騒動』 や1986年10月12日放送の「どら猫物語」など）。